# Johann Kurpanek
Johann Vinzent Kurpanek (* 12. Juli 1909 in Beuthen (Oberschlesien); † unbekannt) war ein deutscher Fußballtorhüter.

## Karriere

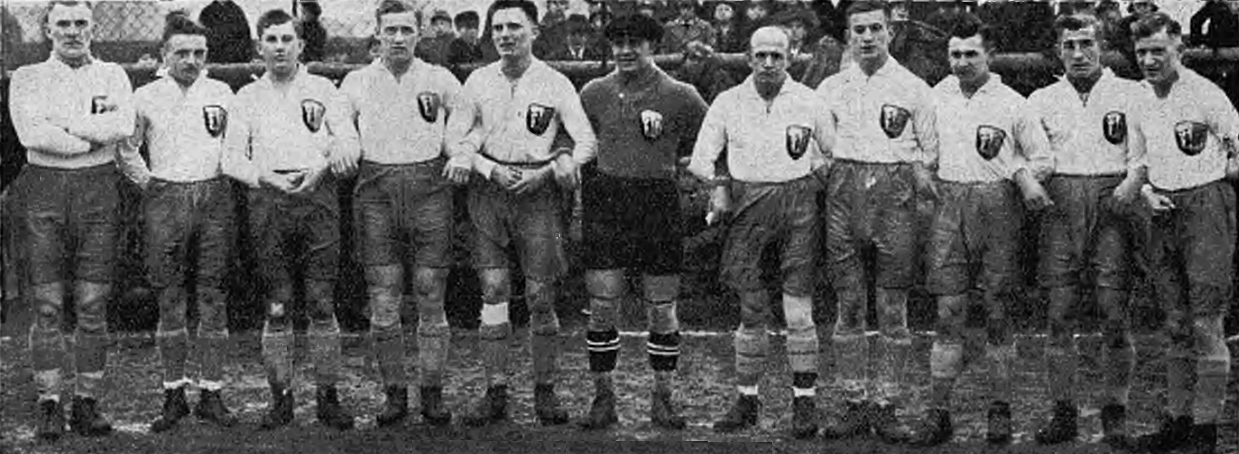
Fußballmannschaft von Beuthen 09, die im Jahr 1930 südostdeutscher Meister wurde. (Kurpanek sechster von links)

Der gebürtige Oberschlesier spielte in seiner Karriere zwischen 1929 und 1937 für Beuthener SuSV 09. Mit dem Verein verlor er bei der deutschen Meisterschaft 1930 im Achtelfinale mit 2:3 gegen den Hertha BSC im Poststadion in Berlin. In den beiden Folgejahren scheiterte er mit Beuthen jeweils im Achtelfinale, 1931 am Hamburger SV (0:2) und 1932 am PSV Chemnitz (1:5). Erst 1933 konnte schließlich das Achtelfinale überstanden werden. Im Viertelfinale unterlag die Mannschaft gegen die favorisierten „Münchner Löwen“ des TSV 1860 (0:3). Noch zwei weitere Male konnte sich Beuthen für die Endrunde qualifizieren, scheiterte jedoch 1934 und 1937 bereits in der Gruppenphase.
Der Verein gewann mit Kurpanek im Tor 1930, 1931, 1932 und 1933 die Meisterschaft von Südostdeutschland.